# Feuchtmittel
Ursprünglich, bei der Erfindung der Lithografie, hatte Alois Senefelder eine wässrige Lösung von Gummiarabikum verwendet, um eine Kalkoberfläche zu einer Hochdruckform herunter zu ätzen. Bei seinen Versuchen merkte er, dass er nur kurz anätzen musste, damit an diesen Stellen keine Farbe angenommen wurde. Damit war das Flachdruckverfahren mit Feuchtmittel (Steindruck,  Lithografie) erfunden. Bis heute ist Gummiarabikum, ein natürliches Polysaccharid, die am besten geeignete Schutzsubstanz für die nichtdruckenden Partien. Sie kann sich sehr fest auf die moderne Plattenoberfläche aus Aluminiumoxid setzen und dort begierig Wasser anziehen.
Eine einfache Lösung von Gummiarabikum und Säure in Wasser würde allerdings heute im modernen Offsetdruck nicht mehr genügen, um den sensiblen Druckprozess über eine Auflage oder gar eine ganze Arbeitsschicht aufrechtzuerhalten. Feuchtmittel sind heute fein abgestimmte wässrige Lösungen, die im Offset zusammen mit der Farbe verdruckt werden.

## Aufbereitung des Brauchwassers
Leitungswasser ist in einigen Gegenden direkt verwendbar, wenn Wasserhärte und Verunreinigungen innerhalb bestimmter Grenzen liegen. Muss es erst aufbereitet werden, geschieht das durch Ionenaustauscher oder Umkehrosmose. Anschließend wird es „konditioniert“, also durch kontrollierte Zusätze auf eine Wasserhärte zwischen 8 und 12 °dH eingestellt.

## Funktionen des Feuchtmittels
Außer dem Freihalten der druckfreien Plattenpartien werden weitere Forderungen gestellt:

### Verdruckbare Emulsion stabilisieren

Schema eines Offsetdruckwerkes, Modell Roland, Feuchtwerk blau, Farbwerk rot

Die Emulsionsbildung mit der Farbe soll eine stabile, verdruckbare Emulsion garantieren, ob es eine geringe Farbabnahme oder eine starke gibt. Diese Emulsion muss aus Wassertröpfchen bestehen, die in Farbe verteilt sind (Wasser-in-Farbe – Emulsion). Sie muss sich dazu fortwährend und dynamisch ständig neu bilden und zerfallen (dynamisch sein), um sich den zeitlich und örtlich wechselnden Bedingungen anzupassen. Das Gegenteil, eine „Farbe-in-Wasser – Emulsion“ würde sich in puddingartiger Konsistenz auf Walzen oder anderen Maschinenteilen ansammeln, den Farbtransport unterbrechen und spritzen, indem sie weggeschleudert wird. Und vor allem verhält sie sich nach außen wie Farbe. Das bedeutet, dass sie in den druckfreien Zonen der Platte gefangen und von ihr übertragen wird. Sie bringt eine Vielfalt von Tonerscheinungen und kann sogar das Feuchtwerk mit Farbschlamm verschmutzen.
Eine reine Farbe (nicht als Emulsion) würde zum Tonen neigen, sich schlechter über die Walzen verteilen, grießiger (fleckiger) ausdrucken und am Papier oder Karton rupfen. All diese Probleme sind typisch für die Anfahrphase der Maschine, in der „Anfahrmakulatur“ gedruckt wird, bis sich das Emulgier-Gleichgewicht gebildet hat. Das sind im Extremfall Zeitungsdruck schon mal 200 – 300 Exemplare, die im Müll landen.

### Stabiler pH-Wert
Der günstige pH-Bereich liegt zwischen 4,7 und 5,3. Er muss dazwischen gepuffert werden, weil Verunreinigungen aus dem Bedruckstoff ihn in der Regel nach oben verschieben. Niedrigere pH-Werte bringen Risiken durch Anlösen von Partikeln aus dem Papierstrich, Verzögerungen der oxidativen Verfilmung der Farben bis zur völligen Blockade, Korrosion an Maschinenteilen aus Metall wie Zylindern und Walzen und manche andere, spezielle Druckstörungen. Höhere pH-Werte verschlechtern dagegen das Freilaufen der Platten. Sie bringen Tonerscheinungen wie Zulaufen von Rasterflächen und Emulgier-Probleme, da auch die Emulsionsbildung vom pH-Wert abhängt. Fälle, in denen absichtlich außerhalb des klassischen pH-Bereichs gedruckt wird, sind zwar bekannt, sie brauchen aber Abhilfen in anderer Weise gegen diese zu erwartenden Risiken. Und auch solche Medizinen haben wieder Nebenwirkungen.

### Erniedrigte Oberflächenspannung
Die Oberflächenspannung von Wasser liegt bei 72 mN/m, was für eine dynamische Emulsionsbildung auf komplexe Weise ungünstig ist. Oft behilft man sich hierzu noch mit 5 – 25 % Isopropanol. Eine ausreichende Isopropanolkonzentration (IPA) ist wichtig für die Druckeigenschaften. Aus Gesundheits- und Umweltschutzgründen ist jedoch ein möglichst geringer Verbrauch an IPA anzustreben. Ein- bis zweimal wöchentlich sollte daher die IPA-Konzentration kontrolliert werden, was mit einem analogen oder digitalen Refraktometer einfach durchgeführt werden kann. Wegen der mit der Verwendung von IPA verbundenen Emissions- und physiologischen Probleme ersetzt man es zunehmend durch nicht flüchtige (höherer Dampfdruck) oberflächenaktive Stoffe (Tenside, Netzmittel), z. B. Glykole. Die Glykol-Konzentration kann ebenfalls mit einem analogen oder digitalen Hand-Refraktometer einfach überprüft werden.

### Viskosität des Feuchtmittels
Viskositätsregler (Verdicker) stellen einen angemessenen starken Feuchtmittelfilm ein. Dabei ist den einzelnen Anforderungen je nach Feuchtwerkskonstruktion, Walzenmaterial usw. Genüge zu leisten.

### Schaumarmut
Alle wässrigen Lösungen und Suspensionen, die mechanisch bewegt werden, können zur Schaumbildung neigen. Hier helfen fein abgestimmte Tenside als Entschäumer.

### Keine Schlammbildung
Alle technischen Anlagen, in denen wässrige Lösungen arbeiten, können von Mikroorganismen (Algen, Schleimen, Schimmelpilzen usw.) zugesetzt werden. Hier sind entsprechende Gegenmittel (Biozide) nötig, besonders in Großanlagen, die täglich eine oder mehrere Schichten betrieben werden.

### Keine Korrosionsneigung
Leicht saure wässrige Lösungen sind dafür prädestiniert, Metallteile anzugreifen, wenn diese nicht komplett geschützt sind. In Druckmaschinen betrifft dies hauptsächlich Komponenten aus Stahl wie Walzen und Zylinder, aber auch andere Teile wie Schmitzringe (eine Art Abstandshalter am Walzenrand). Besonders halogenhaltige (z. B. Chlorid-Ionen) Lösungen können korrosiv wirken.
Es gibt Zusätze, so genannte Korrosions-Inhibitoren, die hier Standzeiten von Stahlteilen entschieden erhöhen können. Dafür werden z. B. bestimmte Phosphate verwendet.
Korrosion tritt unter mechanischer Belastung stärker auf als im Ruhezustand. Damit wird verständlich, dass vor allem Zeitungsdruckmaschinen und Heatset-Rotationen betroffen sind. Maschinenhersteller prüfen dort einsetzbare Feuchtmittelkonzentrate mit ausgeklügelten Analysen und verlangen nach der Freigabe strikte Konstanthaltung der Rezeptur.
Aber auch im Bogenoffset tritt gelegentlich Korrosion auf.

### Weitere Ansprüche
Je nach Maschinen- und Auflagenbedingungen können noch weiter Zusätze nötig sein, beispielsweise Entkalker, Mineralienzusätze, oder Entkleber für die Gummitücher.